# فرودگاه صحرایی پوهه‌سالمی
فرودگاه صحرایی پوهَه‌سالمی (به انگلیسی: Pyhäsalmi Airfield) (به زبان بومی: Pyhäsalmen lentokenttä) یک فرودگاه است که یک باند فرود آسفالت دارد و طول باند آن ۱۰۰۰ متر است. این فرودگاه در کشور فنلاند قرار دارد و در ارتفاع ۱۶۱ متری از سطح دریا واقع شده است.